# Severní válka
Severní válka, resp. velká severní válka (1700–1721) představovala střetnutí mezi koalicí Dánska-Norska, Saska a Ruského impéria na straně jedné a Švédska (podporovaného po jistou dobu Osmanskou říší) na straně druhé. Její rozhodující fáze probíhala souběžně s válkou o španělské dědictví, probíhala tedy mimo centrum pozornosti tehdejšího světa, ačkoliv její význam byl minimálně srovnatelný.

## Začátek války
Utvoření protišvédské koalice následovalo poté, kdy na švédský trůn nastoupil mladičký Karel XII., kterého jeho nepřátelé nepovažovali za způsobilého udržet mocenské postavení země zděděné po předcích. Koalici, v níž hlavní slovo měli dánský král a ruský car Petr I. Veliký, nahrávala situace, neboť rozhodující evropské mocnosti se tehdy soustředily na krizi vzniklou v souvislosti s blížící se smrtí španělského krále Karla II. a otázku jeho nástupnictví. Ve skutečnosti situace nebyla tak jednoduchá, jak by se na první pohled mohlo zdát. Švédsko mělo jednu z nejlepších armád v Evropě a navíc byl švédský král přes svoje mládí dobrý stratég, což se nejednou ukázalo. V letech 1698-99 se stal spojencem rusko-dánské koalice také saský kurfiřt a polský král August II. Silný. Významným aktérem spojeneckých jednání byl livonský šlechtic Johann Reinhold Patkul, usilující o osamostatnění Livonska, mimo jiné i pro své osobní konflikty se švédským králem.
Roku 1700 vpadlo Dánsko do Holštýnska, načež Karel XII. poslal do Pomořanska 8 000 mužů jako pomoc holštýnskému vévodovi. Současně, na radu Patkula, vpadla polsko-saská armáda do zadvinského Livonska, jež bylo tou dobou v držení Švédska. Švédové však nečekaně zaútočili na Kodaň, která se po krátkém obléhání vzdala a 5. srpna 1700 podepsali dánský a švédský král příměří, jehož součástí byl závazek, že dánský král Frederik nepodnikne nic proti Švédsku. Mezitím polský král a saský kurfiřt August II. oblehl v Livonsku Rigu a ruský car Petr I. s armádou oblehl v Estonsku švédskou Narvu. Karel XII. se rozhodl zachránit Narvu a v bitvě u Narvy ruská vojska na hlavu porazil. Na jaře 1701 pak Karel pronikl k obležené Rize a vybojoval vítěznou bitvu také se sasko-polskou armádou. 

## Boje s Poláky a Sasy 1701–1706

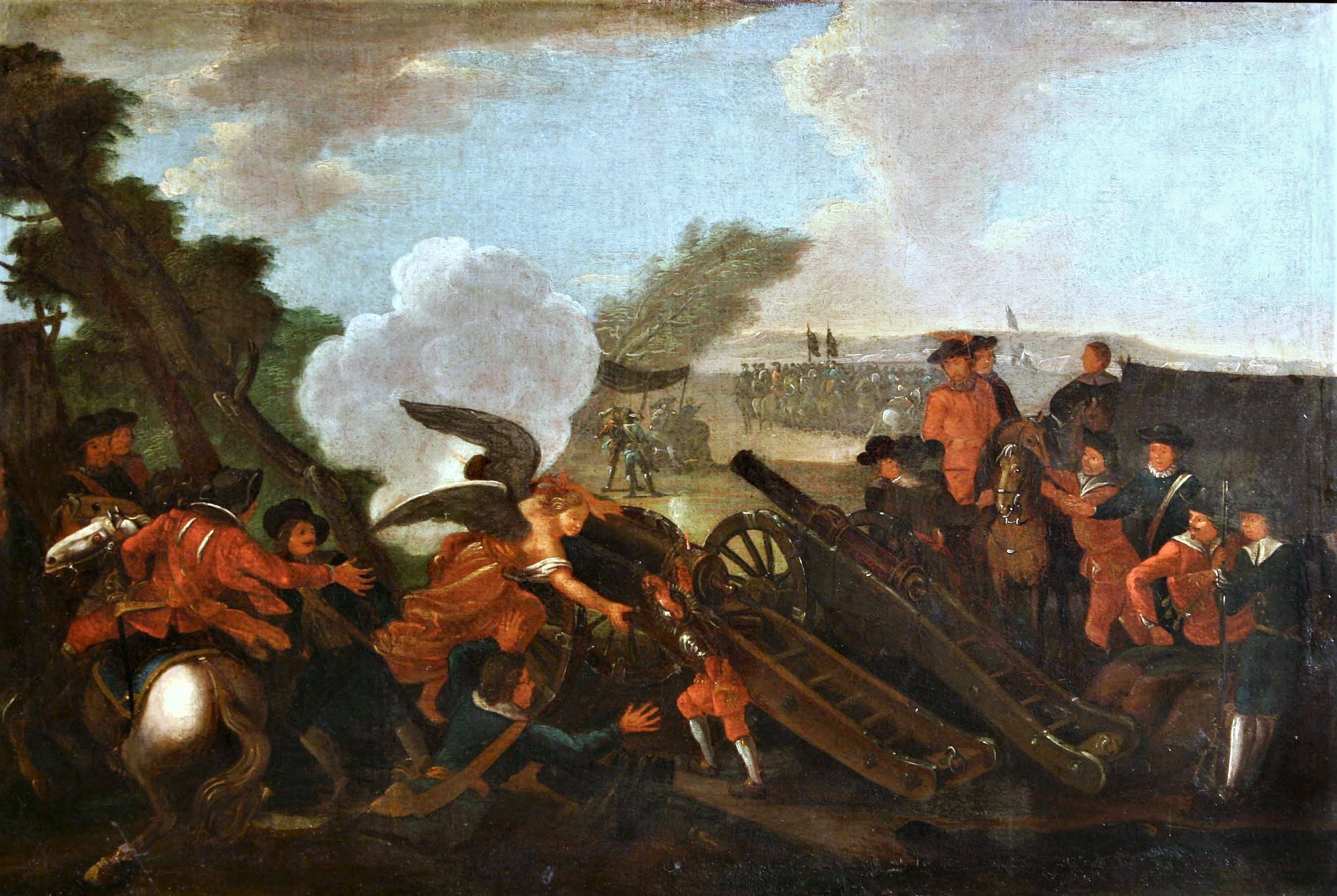
Bitva u Kliszówa

Obavy z útoku Švédů na Polsko vedly v prosinci 1701 ke svolání sněmu ve Varšavě. Předsedou sněmu byl podporovatel švédských zájmů kardinál Radziejowski. Karel XII. si získal v řadách polské a litevské šlechty i další významné přívržence, jako byl vévoda Stanisław Leszczyński. August II. si uvědomoval, že Karel XII. má ve sněmu velkou podporu a proto s ním začal tajně jednat. Karel XII. však s Augustem odmítal jednat, byl rozhodnutý ho svrhnout a dosadit na jeho místo Stanislava Leszczyńského. Když k němu dorazili vyslanci polského sněmu, Karel prohlásil, že chce s Polskem mír, o kterém se rozhodne až ve Varšavě. Načež se k ní vydal a 5. května 1702 se město vzdalo bez boje, Karel však odmítal uzavřít mír. August mezitím táhl na Varšavu s 24tisícovou armádou, 19. července 1702 se střetl se švédským vojskem v bitvě u Kliszówa, byl poražen a zahnán na ústup. Během pronásledování Augustovy armády však byl Karel XII. vážně zraněn, když pod ním padl kůň a rozdrtil mu nohu. August toho využil a rozšířil pověsti, že Karel padl, načež svolal sněm do Lublinu a přesvědčil polskou šlechtu, aby odsouhlasila svolání armády a vyhnala Švédy z Polska. Karel XII. se však brzy uzdravil natolik, že mohl vést své vojsko proti Sasům a Polákům, které v následujících šesti měsících několikrát porazil. August musel ustoupit do Toruně, a posléze do Lvova. Karel XII. současně nechal svolat další sněm do Varšavy, kde byl August II. prohlášen za sesazeného a 12. července 1704 byl novým polským králem zvolen Stanislav I. Leszczyński. Poté Karel XII. vytáhl na Lvov, ale August ho obešel a na oplátku dobyl Varšavu, odkud vyhnal Stanislava Leszczyńského. August II. se však dlouho z úspěchu neradoval, protože již v srpnu musel z Varšavy uprchnout. Když 1. září 1706 zahájil Karel XII. útok na Sasko, byl August II. nucen žádat o mír, jehož podmínky byly pro něj velmi nevýhodné: musel se vzdát polského trůnu, zaplatit žold švédskému vojsku a vydat svého livonského spojence Patkula, který byl následně Karlem XII. odsouzen k smrti a rozčtvrcen. Protože byl Patkul rovněž spojencem Petra I., využil car jeho popravu jako záminku k novému tažení proti Karlovi XII., při němž dobyl Lvov, ale kvůli potížím se zásobováním ho neudržel. Švédská armáda se začala připravovat na tažení do Ruska.

## Rusko mezi Narvou a švédským vpádem
Po bitvě u Narvy se Rusko soustředilo na nahrazení ztrát a reorganizaci armády a zlepšení jejího stavu. Dne 30. prosince 1701 porazil Boris Šeremetěv oddíl švédského generála Wolmara von Schlippenbacha v Livonsku v bitvě u Erastferu. V následujících bitvách Boris Šeremetěv opětovně zvítězil nad švédskými oddíly generála Wolmara Schlippenbacha. Postupně padlo několik pevností v Pobaltí do ruských rukou, v říjnu 1702 Nottenburg, (přejmenovaný Šlisselburg), v roce 1703 Koporje, v roce 1704 Dorpat a v roce 1705 ruská armáda vpadla do Kuronska. V lednu roku 1706 obklíčili Švédové pod vedením svého krále hlavní ruské síly v bitvě u Grodna. Ruský generál Alexandr Menšikov rozptýlil armádu do malých skupin, které vyšly z obklíčení.

## Ruské tažení (1707–1709)

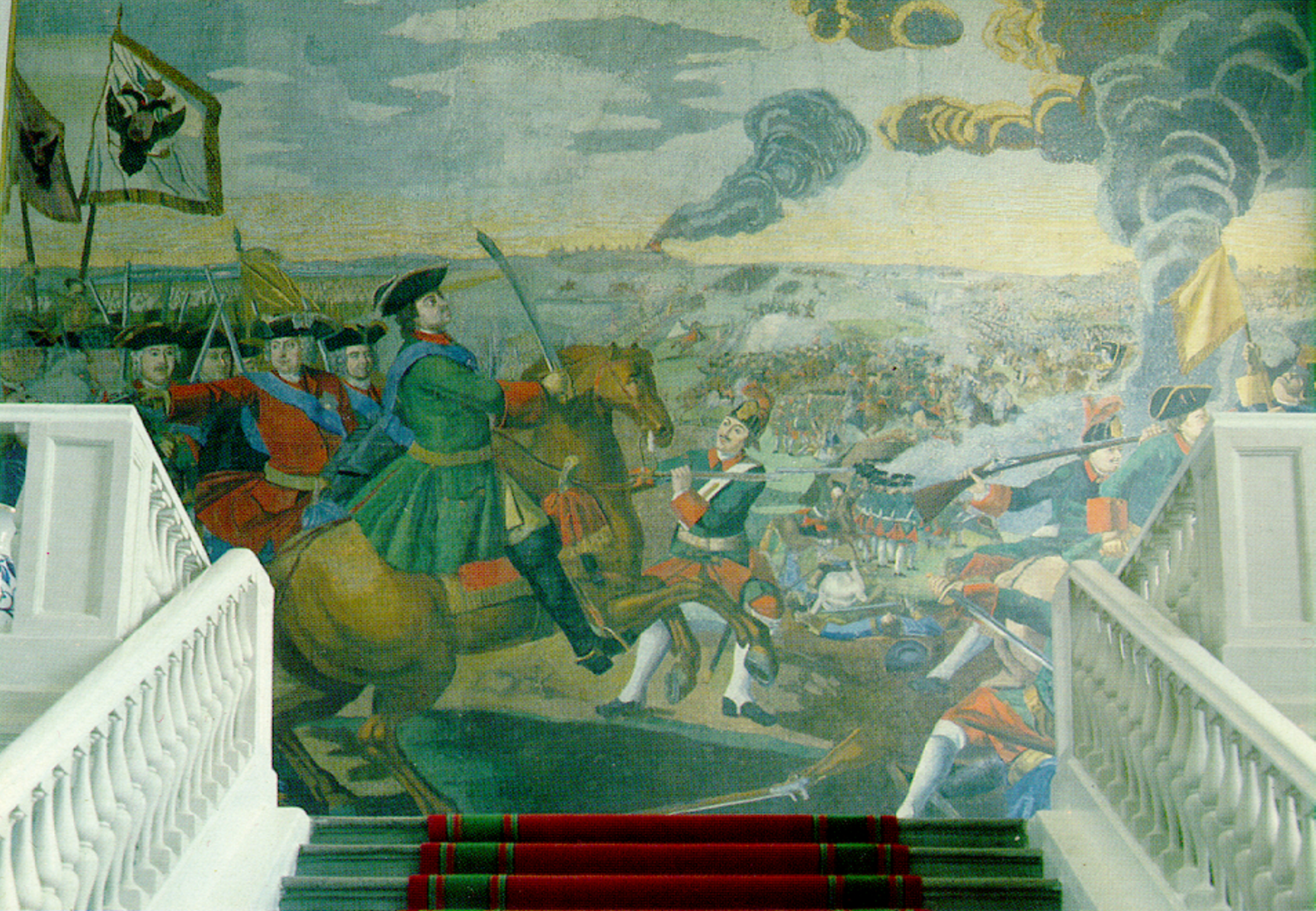
Bitva u Poltavy, výřez z mozaiky (M. Lomonosov)

Tažení do Ruska začalo v září roku 1707 a v lednu 1708 Karel XII. přešel řeku Němen. Dosahoval zde nad Rusy v menších bitvách vítězství, ale k velké rozhodující bitvě se mu protivníka nepovedlo přimět. Švédská armáda postupoval k Moskvě, měla ale potíže se zásobováním. Navíc 28. září 1708 Petr v bitvě u Lesné porazil sbor švédského generála Adama Ludwiga Lewenhaupta. Švédský sbor měl doplnit střelivo a zásoby. Současně změnila hlavní část švédské armády směr postupu na Ukrajinu, kde si chtěla doplnit zásoby a přemluvit ke spojenectví hejtmana Ivana Mazepu. Ivan Mazepa byl dosud věrný ruskému carovi, ale toužil po úplné samostatnosti Ukrajiny, což ho přimělo stát se spojencem Švédů. Brzy poté, co změnil strany, však Alexandr Menšikov vypálil jeho sídelní město Baturyn. V květnu 1709 Karel XII. oblehl Poltavu. Ruský car Petr I. považoval udržení Poltavy za důležité a proto se vydal městu na pomoc. Švédský král Karel XII. byl dne 27. května 1709 raněn na noze a upoután na nosítka. Velení převzal polní maršál Carl Gustav Rehnskiöld. Ten také vedl 8. července švédskou armádu do bitvy u Poltavy, v níž byla Petrem I. poražena a navíc utrpěla velmi těžké ztráty. Její zbytky se po bitvě vzdaly Rusům u Perevoločné. Karel XII. se spolu s Ivanem Mazepou zachránil útěkem do Turecka. Bitva u Poltavy znamenala zvrat ve válce, která se po ní začala vyvíjet v neprospěch Švédska.

## Od Poltavy po Karlův návrat na sever (1709–1714)

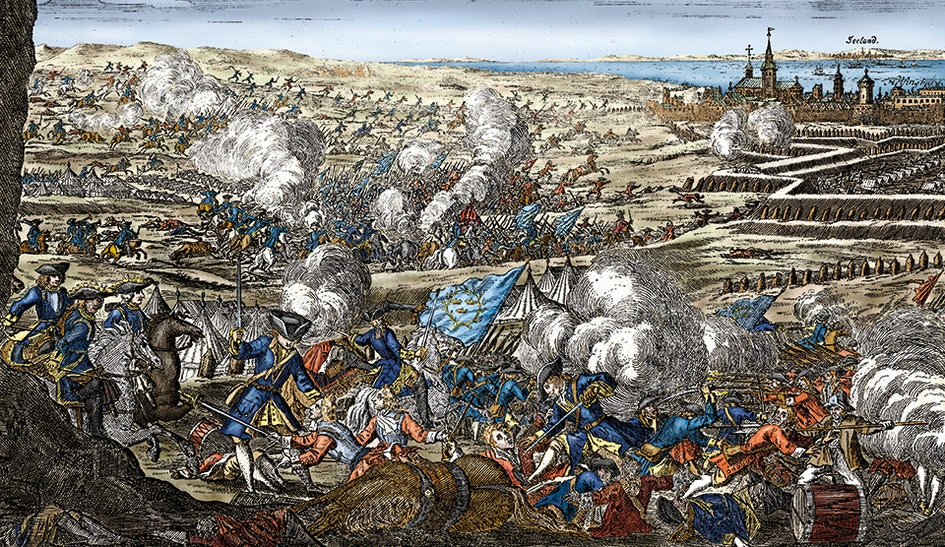
Bitva u Helsingborgu

Po bitvě u Poltavy vyhlásilo Dánsko-Norsko válku Švédsku. Provedlo invazi do Skåne kde dobylo Helsingborg. Ovšem 28. února 1710 je Švédové v bitvě u Helsingborgu porazili a vytlačili. V této době v Polsku získal August II. znovu převahu. Karel XII. byl mezitím v tureckém zajetí v Bendeře a povedlo se mu získat v Turecku spojence. Ruský car žádal Ahmeda III. o vydání švédského krále. Turecký sultán Ahmed III. na ruský tlak odpověděl zatčením ruského velvyslance a vyhlášením války Rusku (listopad 1710). Petr I. si byl jist vítězstvím a zahájil takzvané Prutské tažení, které proběhlo v červenci 1711 a skončilo obklíčením ruského vojska na řece Prutu. Výsledek hrozící bitvy byl zřejmý a car se pokusil s Turky uzavřít mír. Velitel tureckého vojska Vezír Ali paša jeho nabídku přijal a car mohl i se svou armádou odejít z obklíčení u řeky Prut. Když se pak turecký sultán dozvěděl skutečnost, dal vezíra popravit. Přesto nakonec sám s Rusy v srpnu 1713 uzavřel mír v Adrianopoli a téhož roku pak car Petr I. obsadil téměř celé Finsko a generál Alexandr Menšikov dobyl Štětín, který předal Prusku, které se přidalo na stranu Ruska.

## Porážka Švédska (1714–1721)

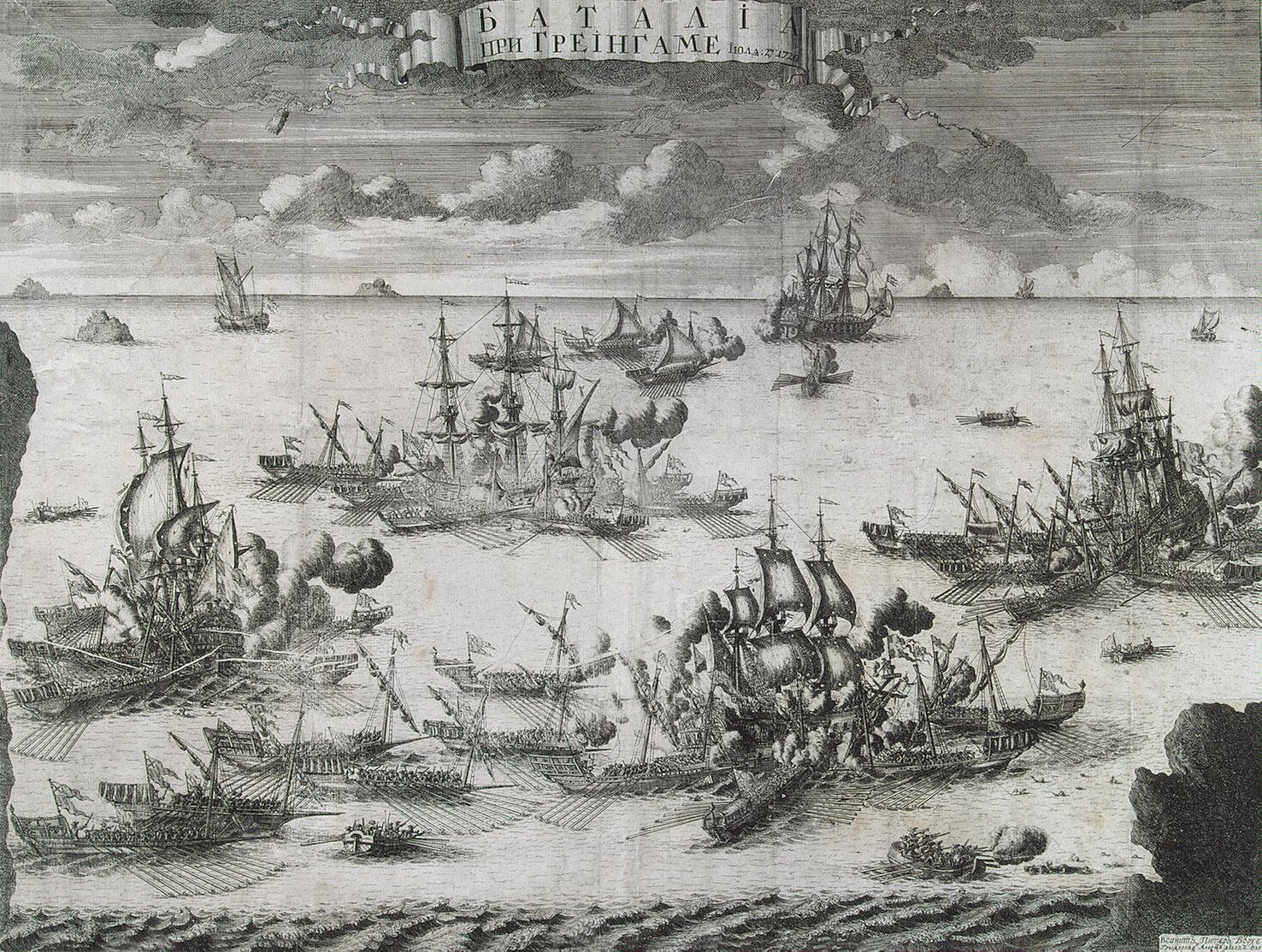
Bitva u Grengamu

Dne 1. října 1714 zamířil švédský král Karel XII. zpět do Švédska ke Stralsundu. V květnu 1715 vstoupilo do války Prusko a téhož roku vstoupilo do války proti Švédsku i Hannoversko. V červnu 1715 bylo obleženo Dány, Prusy a Sasy město Wismar. Dánská, pruská a saská armáda se vydaly proti Stralsundu, který obklíčily a dobyly, švédský král uprchl. Karel XII. se vrátil do Stockholmu a v březnu 1716 vpadl do Norska. Dostal se až ke Kristianii (dnes Oslo), ale kvůli nedostatku zásob musel ustoupit a plánoval druhé norské tažení. Před zimou 1718 Švédové vpadli do Norska a oblehli Frederikshald, kde byl 11. prosince 1718 zabit švédský král, následně ustoupili. V následujících letech 1719–1720 ruské námořní výsadky plenily švédské pobřeží, než byl nakonec 10. září 1721 podepsán Nystadský mír.

## Následky
Nystadský mír znamenal ztrátu švédských pozic v Pobaltí a v části Karélie a švédský ústup z postavení velmoci. Švédsko bylo definitivně nahrazeno Ruskem, které tímto vítězstvím získalo přístup k Baltu. Švédsko po této válce změnilo svou politiku a začalo těžit ze své zeměpisné polohy, která mu umožňovala vyhnout se přímé účasti v evropských konfliktech.

## Mapy

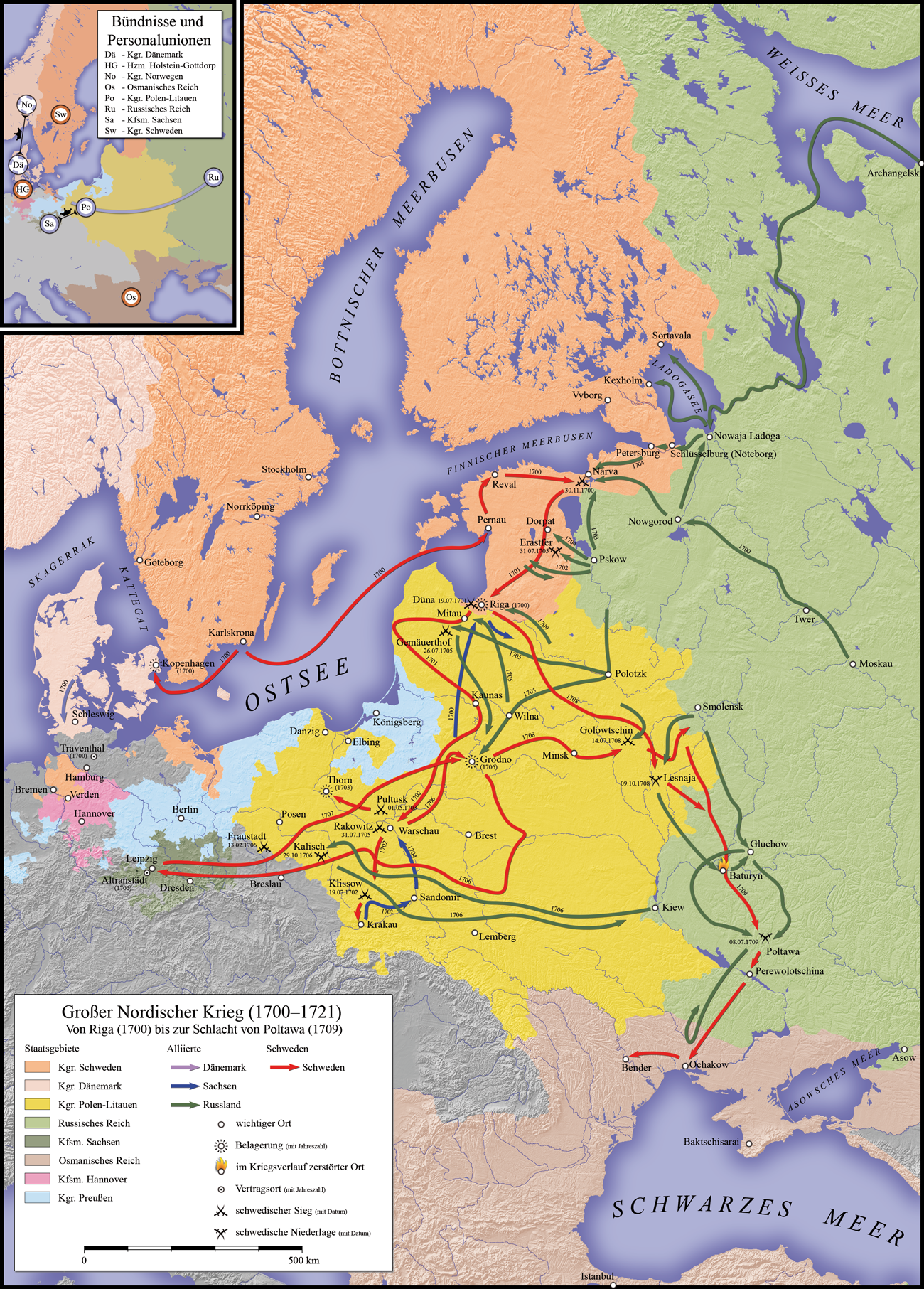
První fáze války (německy)
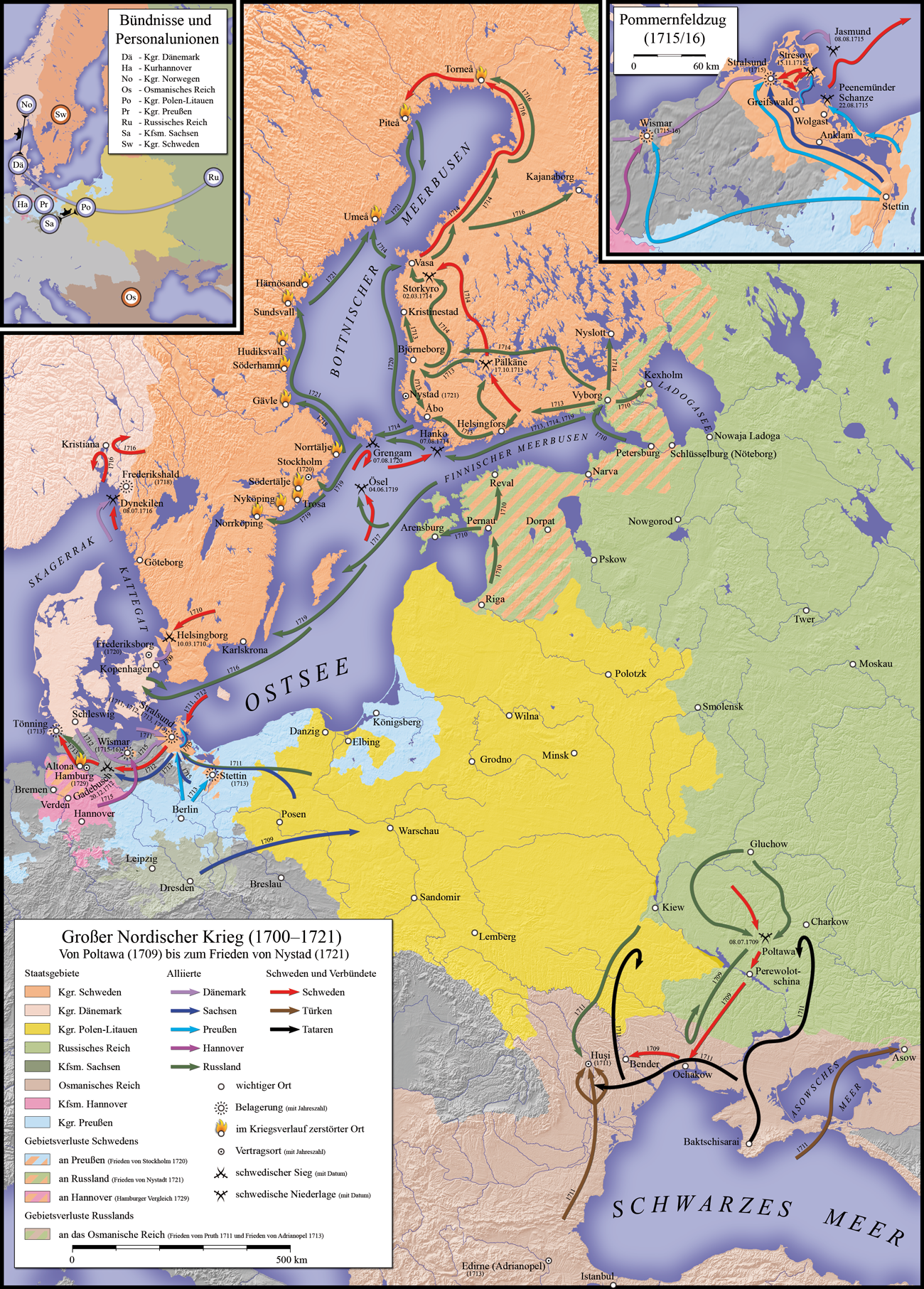
Druhá fáze války (německy)
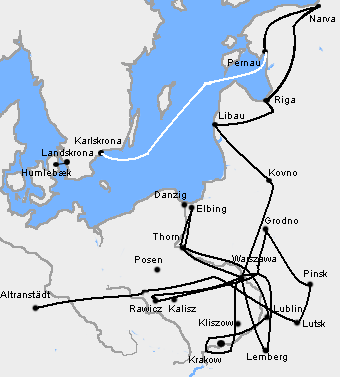
Tažení Švédů v Polsku
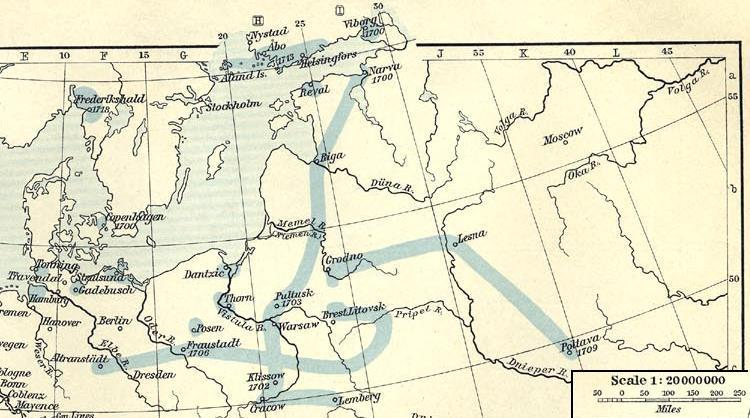
Mapa bitev války z roku 1911
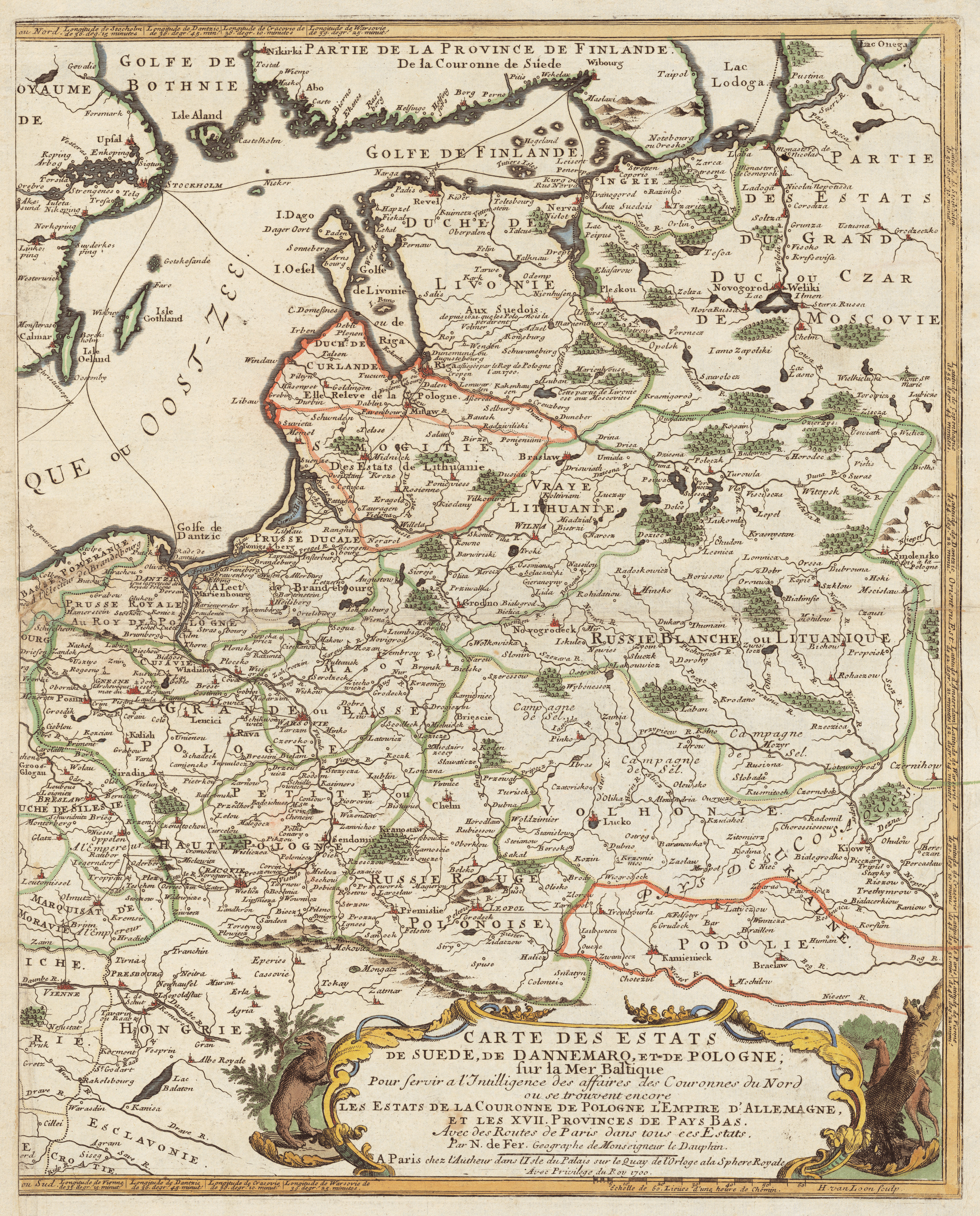
Mapa z roku 1700
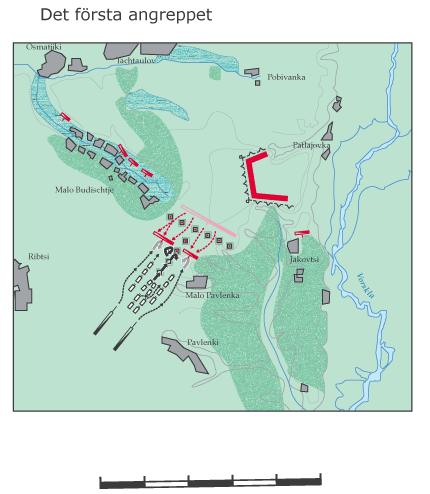
Začátek bitvy u Poltavy
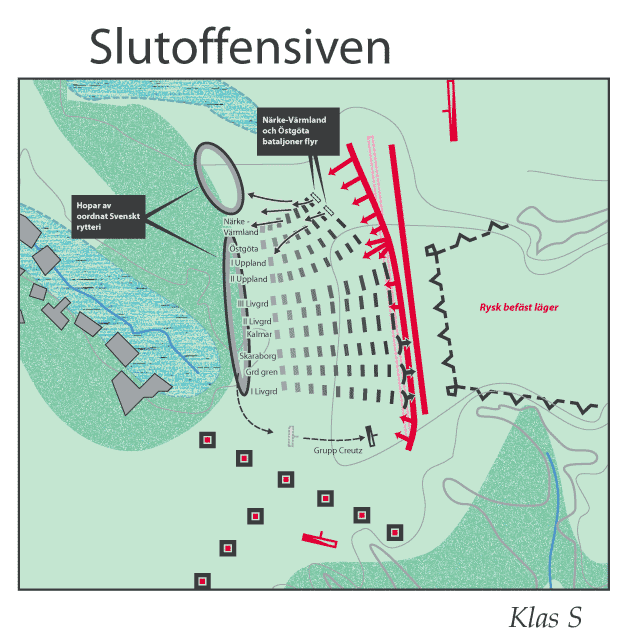
Ruský protiútok u Poltavy
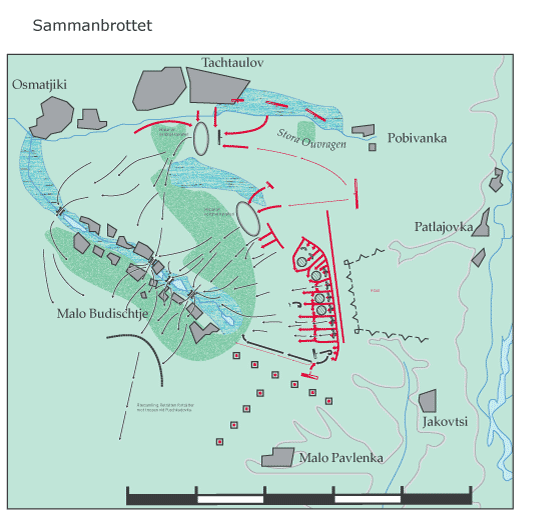
Švédský ústup u Poltavy
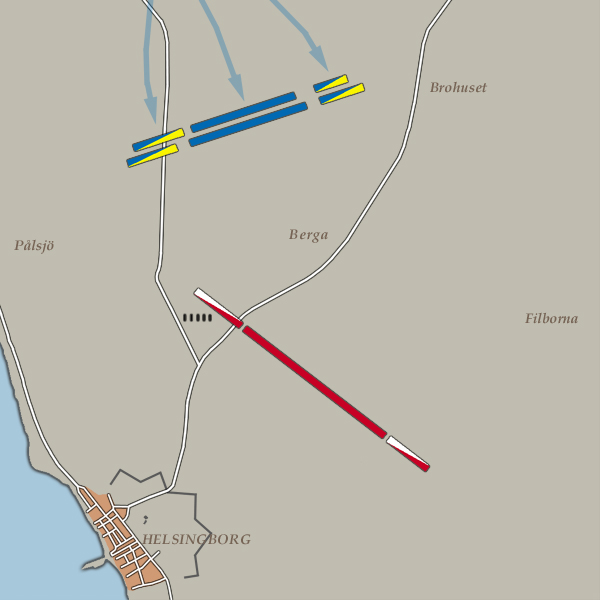
Bitva u Helsingborgu 1
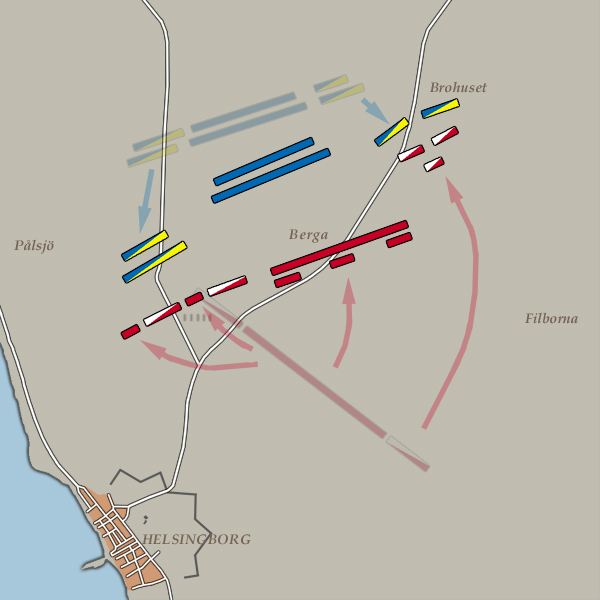
Bitva u Helsingborgu 2
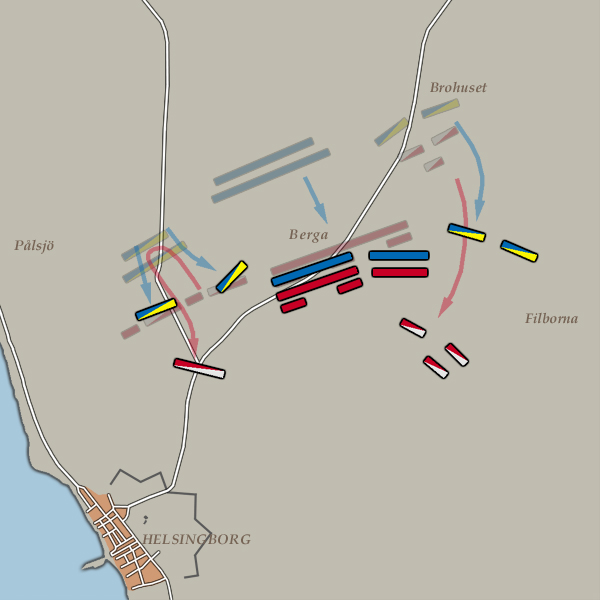
Bitva u Helsingborgu 3